# Municipio de Villa de Chilapa de Díaz
El municipio de Villa de Chilapa de Díaz (Chilapa en náhuatl: ‘chili’, chile, ‘atl’, agua ‘pa’, en - en el agua de los chiles) es un municipio de 2,110 habitantes situado en el Distrito de Teposcolula, en el estado de Oaxaca, México.
Limita al norte con San Andrés Dinicuiti, con Villa de Tamazulapan del Progreso; al sur con San Pedro y San Pablo Teposcolula y San Sebastián Nicananduta; al oriente con San Andrés Lagunas; al poniente con San Antonino Monteverde, Santo Domingo Yodohino y San Andrés Dinicuiti.

## Demografía
El municipio está habitado por 2,110 personas, el 11% habla una lengua indígena. Existe un grado de marginación medio, el 30.25% de la población vive en condiciones de pobreza extrema.

### Localidades
En el municipio se encuentran los siguientes poblados:
| Nombre de la localidad   | Población (2010) |
| ------------------------ | ---------------- |
| Villa de Chilapa de Díaz | 1,337            |
| Santo Domingo Nundó      | 292              |
| San Marcos Monte de León | 145              |
| Barrio San Francisco     | 70               |
| Barrio de Jesús          | 35               |
| Magdalena Cañadaltepec   | 35               |
| Yuyoco                   | 15               |
| San Isidro el Porvenir   | 3                |

## Economía
La población económicamente activa se desempeña en los siguientes sectores:
| Sector                                                                               | Porcentaje |
| ------------------------------------------------------------------------------------ | ---------- |
| Primario (Agricultura, ganadería, caza y pesca)                                      | 30%        |
| Secundario (Minería, petróleo, industria manufacturera, construcción y electricidad) | 50%        |
| Terciario (Comercio, turismo y servicios)                                            | 20%        |

Agricultura: principalmente se siembra  maíz, fríjol, trigo, chícharo, lenteja.

## Flora y fauna
Flora: ocotes, encinos, enebros, zumaques, fresno, sabinos, sauce, ramonal, capulín, quebracha, pingüica, palma, zapotales, morales, guajales, cucharilla, maguey, chamizo, huizache, cuatillo, tuntajino, tindacoita, titindaya, ocotillos, pintorescos, manzanitas, laureles, elites, jarillas,cazahuates, cedro.
Fauna: venados, coyotes, zorros, ardillas, tejones, mapaches, armadillos, conejos, tlacuaches, zorrillos, linces, comadrejas, escorpiones, palomas, chachalacas, zopilotes, codornices, cuervos, golondrinas, chogones, kuiquis, calandrias, gorriones, jilgueros, pájaros carpinteros, cenzontle, kuiles, venturillas, colibríes, halcones, águilas, correcaminos, alacranes. 